# NBA All-Star Game 2005
Le NBA All-Star Game 2005 s'est déroulé le 20 février dans le Pepsi Center, domicile des Nuggets de Denver, à Denver dans le Colorado. Ce match oppose les meilleurs joueurs de chaque conférences de la NBA, ils sont choisis par les fans et les entraîneurs. 
Dans un All-Star Game qui a comporté sept joueurs de 25 ans ou plus jeune, aucun n'a produit un score au-dessus de 20 points pour la première fois depuis 1981, Allen Iverson a été élu MVP du match. Le scoreur leader de cette saison NBA a marqué seulement 15 points, a distribué 10 assists et volé 5 ballons. 
Iverson avait déjà été couronné All-Star MVP en 2001. Il avait marqué 25 points avec 5 assists et 4 interceptions.
Yao Ming a mené la délégation Ouest comme pivot, de même pour Shaquille O'Neal à l'Est. Ces deux joueurs ont battu le record en nombre de voix reçues dans le scrutin du All-Star Game, avec approximativement 2 millions de votes chacun. Vince Carter, Allen Iverson, Grant Hill et LeBron James étaient les autres titulaires de la Conférence Est, alors que Tracy McGrady, Kevin Garnett, Kobe Bryant, et Tim Duncan composaient le 5 de départ de la Conférence Ouest. Les Suns de Phoenix ont eu le plus de représentants avec 3 joueurs (Steve Nash, Amare Stoudemire, et Shawn Marion).

## Effectif All-Star de l'Est
- Gilbert Arenas (Washington Wizards)
- Vince Carter (New Jersey Nets)
- Grant Hill (Magic d'Orlando)
- Žydrūnas Ilgauskas (Cavaliers de Cleveland)
- Allen Iverson (76ers de Philadelphie)
- LeBron James (Cavaliers de Cleveland)
- Antawn Jamison (Washington Wizards)
- Jermaine O'Neal (Pacers de l'Indiana)
- Shaquille O'Neal (Heat de Miami)
- Paul Pierce (Celtics de Boston)
- Dwyane Wade (Heat de Miami)
- Ben Wallace (Pistons de Détroit)

## Effectif All-Star de l'Ouest
- Ray Allen (SuperSonics de Seattle)
- Kobe Bryant (Lakers de Los Angeles)
- Tim Duncan (Spurs de San Antonio)
- Kevin Garnett (Timberwolves du Minnesota)
- Emanuel Ginobili (Spurs de San Antonio)
- Rashard Lewis (SuperSonics de Seattle)
- Shawn Marion (Suns de Phoenix)
- Tracy McGrady (Rockets de Houston)
- Steve Nash (Suns de Phoenix)
- Dirk Nowitzki (Mavericks de Dallas)
- Amare Stoudemire (Suns de Phoenix)
- Yao Ming (Rockets de Houston)

## Concours
Vainqueur du concours de tirs à 3-points : Quentin Richardson
Vainqueur du concours de dunk : Josh Smith